# ديفيد نورتن إدلستاين
ديفيد نورتن إدلستاين (بالإنجليزية: David Norton Edelstein)‏ هو قاضي ومحامي أمريكي، ولد في 16 فبراير 1910، وتوفي في 19 أغسطس 2000.